# ماتیاس دیاز
ماتیاس دیاز (انگلیسی: Gabriel Dias؛ زادهٔ ۱۰ مهٔ ۱۹۹۴) بازیکن فوتبال اهل برزیل است.
از باشگاه‌هایی که در آن بازی کرده‌است می‌توان به باشگاه فوتبال پالمیراس اشاره کرد.